# C'est Paris aussi
Pour plus de détails, voir Fiche technique et Distribution.
C'est Paris aussi est un film français réalisé par Lech Kowalski et sorti en 2020.

## Fiche technique
- Titre : C'est Paris aussi
- Titre original : This is Paris Too
- Réalisation : Lech Kowalski
- Scénario, photographie et montage : Lech Kowalski
- Son : Thomas Fourel
- Production : Revolt Cinema
- Pays de production :  France
- Durée : 58 minutes
- Date de sortie : France - juillet 2020 (FIDMarseille - Première mondiale)[1]

## Distribution
- Ken Metoxen

## Récompense
- Grand prix de la compétition française au FIDMarseille 2020[2],[3]